# ミトロファン・ニェジェーリン
ミトロファン・イワノヴィチ・ニェジェーリン（Митрофан  Иванович Неделин；1902年7月27日 - 1960年10月24日）は、ソ連の軍人。砲兵総元帥。初代戦略ロケット軍総司令官。ソ連邦英雄。名前は、資料によってはネデリンとも表記される。1960年10月24日、自身が開発を統括したR-16弾道ミサイルの発射試験を陣頭指揮していた時に爆発事故（ニェジェーリンの大惨事）に巻き込まれて総司令官在任中に殉職した。

## 経歴
ヴォロネジ州ボリソグレブスク市出身。1920年から赤軍。兵卒から始まり、後に分隊長、政治委員となった。ポーランド・ソビエト戦争に従軍し、後にタンボフ蜂起、中央アジアのバスマチ運動の鎮圧に参加。
1923年から砲兵部隊に勤務し、同年、トルケスタン戦線軍事政治課程を修了。1925年から中隊政治委員、後に連隊学校政治委員。1929年と1934年に砲兵指揮要員完全化課程を修了し、中隊長、大隊長、砲兵連隊参謀長を歴任。1937年 - 1939年、スペイン内戦に参加。帰国後、第1狙撃師団第13砲兵連隊長、後に第160狙撃師団砲兵部長。1941年、F.E.ジェルジンスキー名称砲兵アカデミー附属砲兵上級指揮要員完全化課程を修了。
1941年4月、キエフ特別軍管区第4砲兵迎撃対戦車旅団長に任命され、南部戦線で独ソ戦を迎える。事後、第18軍副砲兵部長、第37軍、第56軍の副砲兵司令官、北カフカーズ戦線副砲兵司令官、第5砲兵軍団長を歴任。
1943年7月から終戦まで、南西戦線（1943年10月から第3ウクライナ戦線）砲兵司令官。バラトン湖北東の敵の撃退に対してソ連邦英雄称号が授与された。
戦後、南方軍集団砲兵司令官（1945年 - 1946年）、軍砲兵参謀長（1946年 - 1948年）、軍砲兵総局長（1948年 - 1950年）、ソ連軍砲兵司令官（1950年 - 1952年、1953年 - 1955年）、兵器担当軍事次官（1952年1月 - 1953年4月）を歴任。1955年3月、砲兵元帥、特殊兵器担当国防次官。1959年5月、砲兵総元帥に昇進し、12月から戦略ロケット軍総司令官。ニェジェーリンの指揮の下でソ連最初のICBM、IRBMが開発・試験された。
第4期、第5期ソ連最高会議代議員を務めた。
1960年10月24日、バイコヌール宇宙基地で実験中だったR-16のプロトタイプロケットが突如爆発、至近距離にいたために巻き込まれたニェジェーリンを含む少なくとも91名が殉職した（事故は、ニェジェーリンの名をとり「ニェジェーリンの大惨事」と呼ばれている）。この実験自体が国家機密だったためにニェジェーリンの死は飛行機事故によるものとして処理され、事故の詳細が明らかにされたのは1990年に入ってからのことだった。

## 叙勲
ソ連邦英雄。レーニン勲章5個、赤旗勲章4個、1等スヴォーロフ勲章、1等クトゥーゾフ勲章、1等ボグダン・フメリニツキー勲章、1等祖国戦争勲章、名誉記章勲章を受章。

## 顕彰
マーシャル・ネデリン級ミサイル追跡艦のネームシップであるマーシャル・ネデリンは、ニェジェーリンに因み命名された。